# Westphals komet
Westphals komet (20D/Westphal) var en kortperiodisk komet som upptäcktes 24 juni 1852 av J. G. Westphal i Göttingen. Christian Heinrich Friedrich Peters gjorde en oberoende upptäckt i augusti.
Flera rapporterade att kometen var synlig för blotta ögat i oktober. Svansen var som mest 40 bågminuter lång. De sista observationerna gjordes i februari 1853.
1913 förväntade man att kometen skulle bli synlig igen. Men återupptäckten gjordes av en slump av Pablo T. Delavan i september.
1976 skulle kometen återkomma, men inga försök att hitta den lyckades, varför den nu anses vara försvunnen. Den enda planet som kometen har kommit nära sedan 1852 är jorden.